# Lista animalelor dispărute din Republica Moldova
Următoarele animale sunt considerate ca dispărute de pe teritoriul Republicii Moldova:
- Antilopa Saiga (Saiga tatarica )
- Bobacul sau Marmota de stepă (Marmota bobak)
- Bourul (Bos primigenius)
- Brebul sau Castorul European (Castor fiber)
- Colunul sau Măgarul sălbatic mongol ori Măgarul asiatic (Equus hemionus )
- Dropia (Otis tarda)
- Elanul (Alces alces )
- Tarpanul sau Calul Sălbatic European (Equus ferus )
- Zimbrul